# 圣吕佩尔斯
圣吕佩尔斯（法語：Saint-Luperce，法語發音：[sɛ̃ lypɛʁs]）是法国厄尔-卢瓦省的一个市镇，位于该省中部偏西，属于沙特尔区。

## 地理
圣吕佩尔斯（48°26'10"N, 1°18'58"E）面积14.35 平方千米，位于法国中央-卢瓦尔河谷大区厄尔-卢瓦省，该省份为法国北部内陆省份，北起顺时针与厄尔省、伊夫林省、埃松省、卢瓦雷省、卢瓦-谢尔省、萨尔特省和奧恩省接壤。
与圣吕佩尔斯接壤的市镇（或旧市镇、城区）包括：方丹拉吉永、圣欧班德布瓦、桑特赖、厄尔河畔圣乔治、奥鲁埃尔、圣日耳曼勒加亚尔、厄尔河畔库维尔、圣阿尔努德布瓦。
圣吕佩尔斯的时区为UTC+01:00、UTC+02:00（夏令时）。

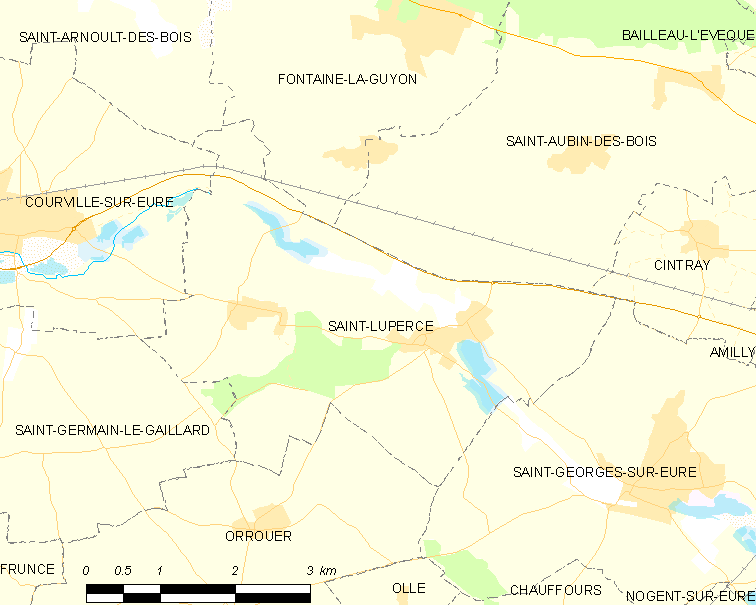
圣吕佩尔斯的OSM定位图

## 行政
圣吕佩尔斯的邮政编码为28190，INSEE市镇编码为28350。

## 政治
圣吕佩尔斯所属的省级选区为伊利耶孔布赖县。

## 人口

1962-2008年间圣吕佩尔斯人口变化图示

圣吕佩尔斯于2022年1月1日时的人口数量为994人。